# Kosovo all'Eurovision Young Dancers
Il Kosovo ha partecipato una sola volta all'Eurovision Young Dancers nel 2011. La partecipazione è stata curata da Radio Televizioni i Kosovës. Per l'edizione 2011, è stata scelta Tringa Hysa, nota ballerina kosovara, si è esibita su una coreografia di Rudina Bërdynaj, senza riuscire a qualificarsi alla finale a due.

## Partecipazioni
| Anno                                    | Ballerina   | Finale          | Semifinale |
| --------------------------------------- | ----------- | --------------- | ---------- |
| 2011                                    | Tringa Hysa | non qualificata | -          |
| Nessuna partecipazione dal 2013 al 2017 |             |                 |            |